# Владимир Кајзељ
Владимир Кајзељ је био југословенски нордијски скијаш, који се такмичио у скијашком трчању. Кајзељ је био један од четворице учесника из Југославије који су учествовали на првим Зимским олимпијским играма 1924. одржаним у Шамонију у Француској.
Такмичио се у скијашком трчању на 18 км. Постигао је резултат 2:00:43,0 и завршио је на 34. месту од 41 учесника.